# SAME

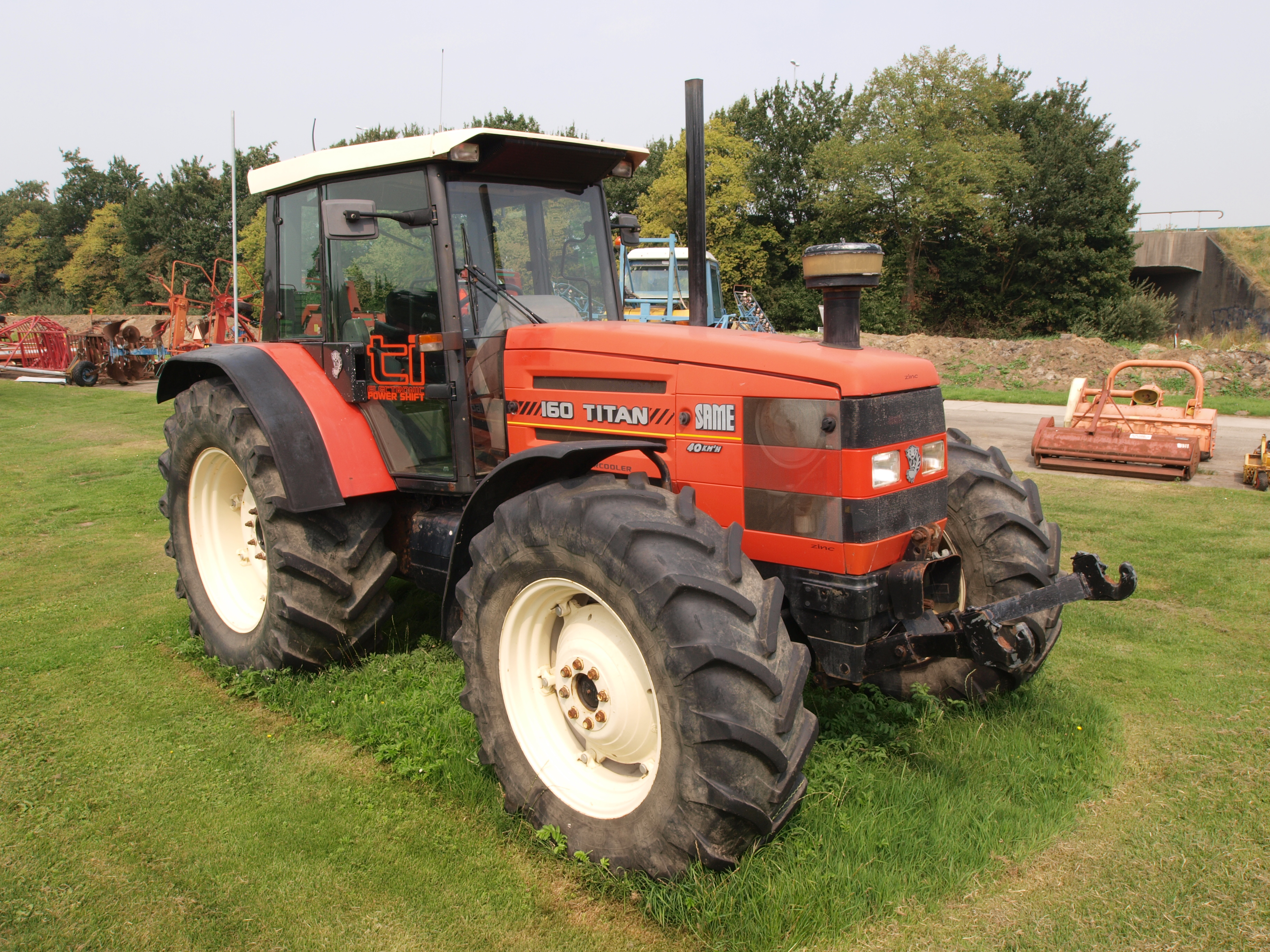
Traktor marki SAME

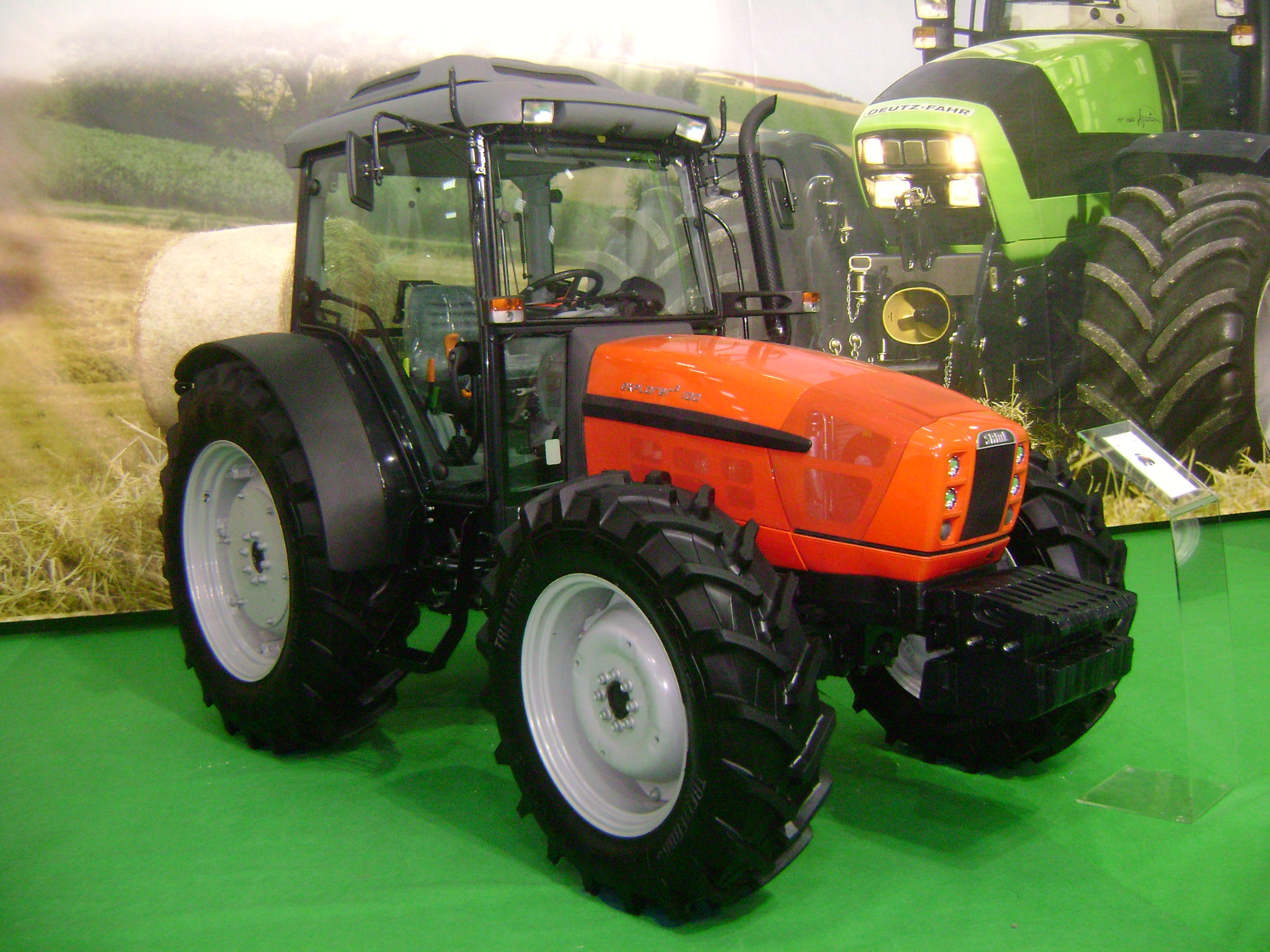
Ciągnik rolniczy marki SAME

SAME (Società Accomandita Motori Endotermici) – włoski producent traktorów z siedzibą w Treviglio. Obecnie marka należy do koncernu SAME Deutz-Fahr.

## Historia

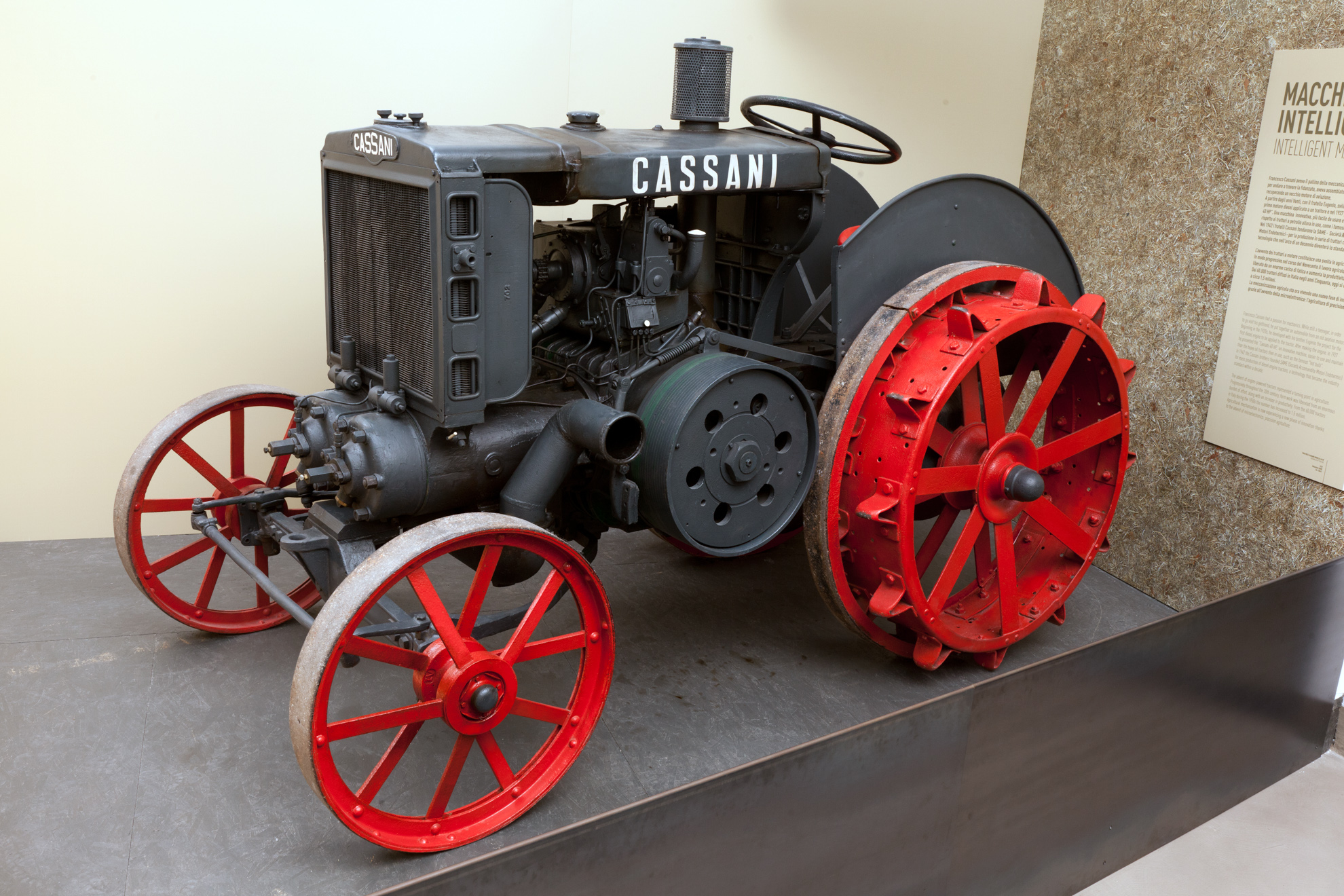
Cassani 40HP, Museo nazionale della scienza e della tecnologia Leonardo da Vinci, Milano.

SAME zostało założone w roku 1942 w Treviglio przez dwóch braci Francesco i Eugenio Cassani. W 1951 roku zostały zaprojektowane nowe silniki chłodzone powietrzem a w roku 1952 powstał pierwszy ciągnik rolniczy z napędem na cztery koła. W 1995 roku firma stała się częścią nowo powstałego koncernu SAME Deutz-Fahr.